# Marc Vintró Castells
Marc Vintró Castells (Vilanova i la Geltrú, Garraf, 28 d'abril de 1975) és un escriptor català.
Llicenciat i doctorat en Filosofia a la Universitat de Barcelona, amb una tesi doctoral sobre l'autor romàntic anglès William Wordsworth. També es formà a l'Escola d'Escriptura de l'Ateneu Barcelonès. L'any 2009 va publicar la seva primera obra, el llibre de relats 4dones" una obra estructurada en quatre relats independents que té en les diferents relacions d'amor de quatre dones la seva temàtica central. El primer relat, titulat "La Jesabel", fou finalista del 'Premi JoEscric.com de relats en català per internet' l'any 2008.
L'any 2022, amb el recull de contes Unes ganes salvatges de cridar fou el guanyador del 25è Premi Mercè Rodoreda de contes i narracions, atorgat per Òmnium Cultural, en el qual el jurat destacà la seva «mirada plena de sarcasme i humor negre».